# Josué Binoua
Josué Binoua, est un pasteur évangélique pentecôtiste et homme politique centrafricain, né à Bangui en 1966. 

## Biographie
En 2005, pasteur pentecôtiste, il est candidat à l'élection présidentielle,,. Il est ministre de l'Administration du territoire centrafricain. En 2013, il est ministre de la sécurité, de l’immigration, de l’émigration et de l’ordre public du Gouvernement Tiangaye 1,.
Après la politique, il devient pasteur à l'Église évangélique la Belle Haumière de Cergy-Pontoise en France.